# Ruth Becher

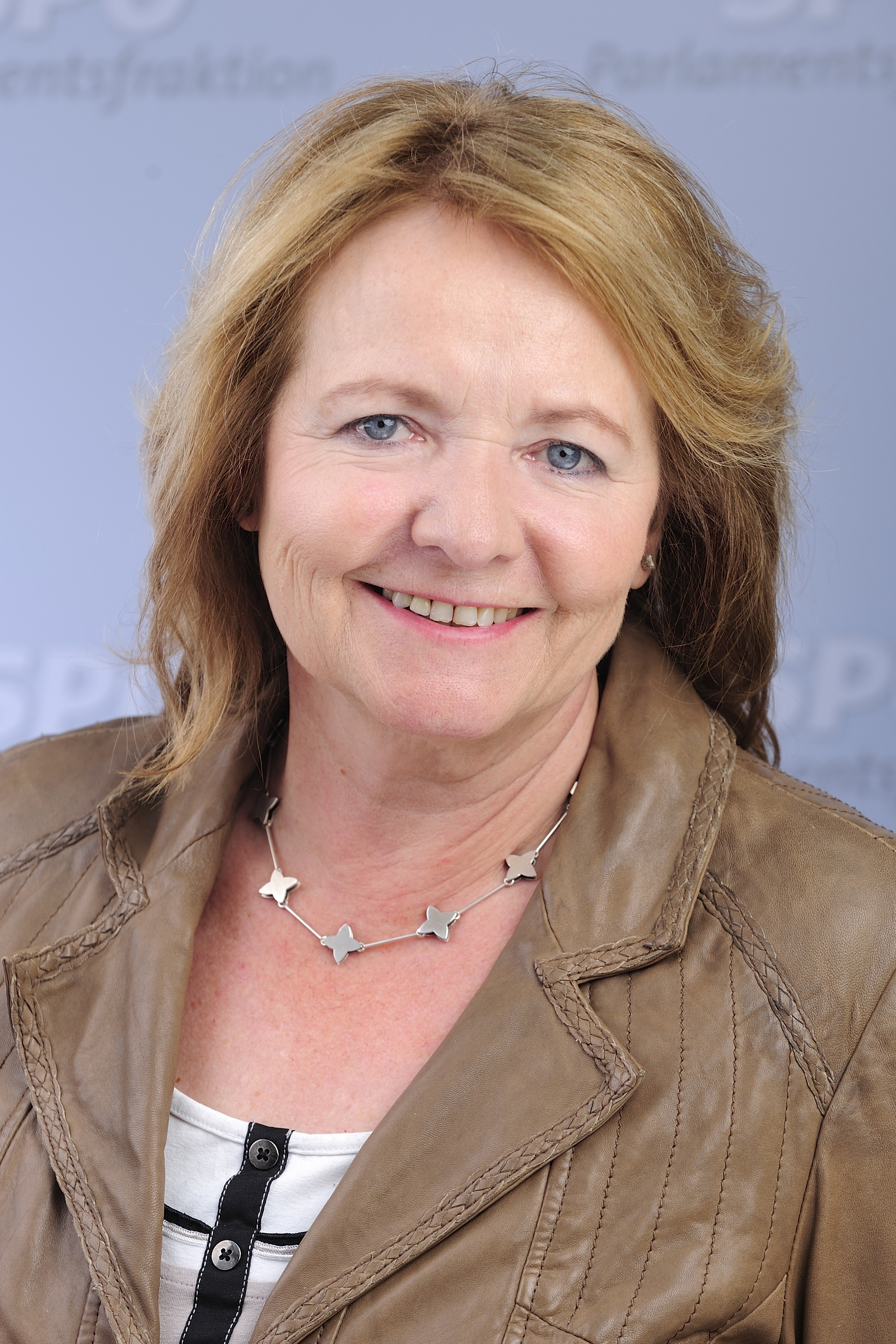
Ruth Becher 2014

Ruth Becher (* 28. Jänner 1956 in Wien) ist eine österreichische Politikerin (SPÖ). Von Dezember 2002 bis Oktober 2024 war sie Abgeordnete zum österreichischen Nationalrat.

## Ausbildung und Beruf
Ruth Becher besuchte nach der Volksschule eine Allgemeinbildende höhere Schule und begann danach ein Lehramtsstudium der Germanistik und Geschichte, das sie 1984 mit dem Titel Mag. phil. abschloss. Sie arbeitete ab 1984 als Lehrerin an einer Berufsbildenden höheren Schule und ist seit 1996 bei Entfall der Bezüge außer Dienst gestellt.

## Politische Laufbahn
Ruth Becher begann ihre politische Karriere in Wien und war ab 1987 Abgeordnete zum Wiener Landtag und Gemeinderat. 1989 wurde sie zur Frauenvorsitzenden der SPÖ Wien-Donaustadt gewählt und war von 1997 bis 2005 Bezirksparteivorsitzender-Stellvertreterin der SPÖ Donaustadt. 2002 wechselte Becher vom Wiener Landtag in den Nationalrat, dem sie seit dem 20. Dezember 2002 angehört. 2005 übernahm sie zudem den Posten der Bezirksparteivorsitzenden der SPÖ Donaustadt. Von 1994 bis 2002 war sie auch Vorsitzende der Wiener Mietervereinigung. 
Bei der Nationalratswahl 2006 wurde Ruth Becher über ein Direktmandat des Wahlkreises Wien Nord erneut in den Nationalrat gewählt. Sie ist Obfrau des Bautenausschusses und Obmannstellvertreterin im Rechnungshofausschuss. Ihre Schwerpunkte liegen zudem im Konsumentenschutz und in der Justizpolitik.
In der Legislaturperiode bis 2013 war sie Mitglied in folgenden Ausschüssen: Unterausschuss des Verfassungsausschusses, Ausschuss für innere Angelegenheiten, Rechnungshofausschuss, Bautenausschuss, Justizausschuss, Kulturausschuss, Umweltausschuss.
Im Juni 2021 wurde Josef Taucher zu ihrem Nachfolger als Parteivorsitzender der SPÖ Donaustadt gewählt. Im März 2022 folgte ihr Pia Maria Wieninger als SPÖ-Frauenvorsitzende im Bezirk Donaustadt nach. Im Mai 2022 wurde Taucher auch ihr Nachfolger als stellvertretender Landesparteivorsitzender der SPÖ Wien.

## Auszeichnungen
- 2007: Großes Silbernes Ehrenzeichen für Verdienste um die Republik Österreich[5]
- 2023: Großes Goldenes Ehrenzeichen für Verdienste um die Republik Österreich[6]